# Roman Marczenko
Roman Dmitrijewicz Marczenko (ros. Роман Дмитриевич Марченко; ur. 17 stycznia 1986) – rosyjski zapaśnik walczący w stylu klasycznym. Piąty w Pucharze Świata w 2007. Trzeci na MŚ juniorów w 2006. Mistrz Europy juniorów w 2005, a trzeci w 2006 roku.